# Slim Belkhodja
Slim Belkhodja (Arabisch: سليم بلخوجة) (Tunis, 23 november 1962) is een Tunesische schaker met een FIDE-rating van 2414 in 2015. Hij is een grootmeester.  
In 1985  won hij het 58ste Paris City schaakkampioenschap. In 2001 won hij het Arabische schaakkampioenschap. Hij nam deel aan het FIDE Wereldkampioenschap schaken 2002, en verloor in de eerste ronde van Rafael Vaganian. In 2004 werd hij in het 27ste Syre Memorial in Issy les Moulineaux gedeeld eerste, samen met  Murtas Kazhgaleyev.
Hij speelde in de Wereldbeker Schaken 2005 en verliet het toernooi door verlies in de eerste ronde van Sergei Tiviakov. In november 2005 werd in Lusaka (Zambia) het individuele kampioenschap van Afrika gespeeld dat met 7 uit 9 door Ahmed Adly gewonnen werd. Belkhodja eindigde met 6.5 punt op de tweede plaats. 
Belkhodja speelde voor Tunesië in de Schaakolympiades van 1982, 1984, 2002, 2004, 2006 en 2008.